# Orazio Maione

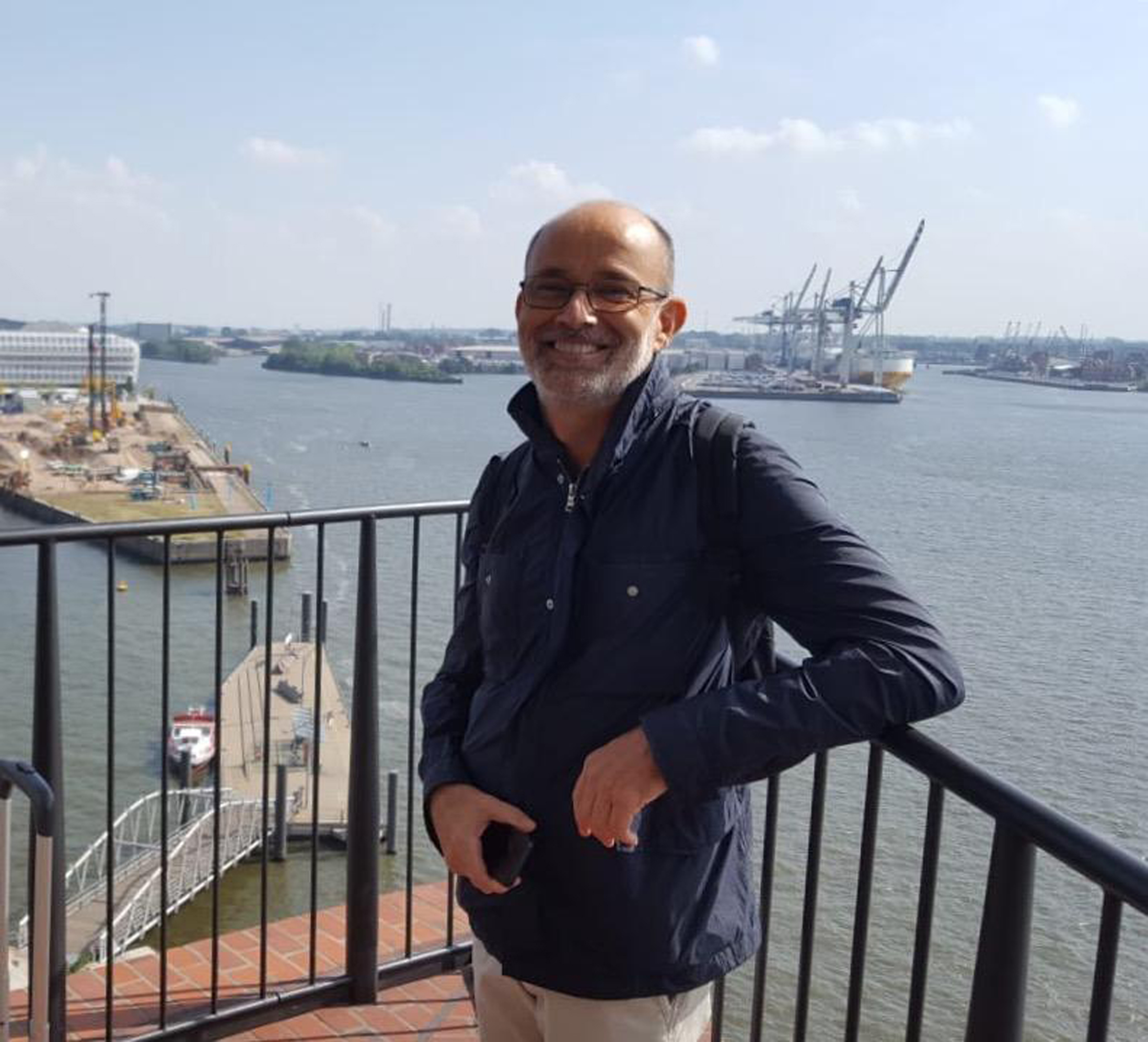
Maione nel 2018

Orazio Maione (Napoli, 1962) è un pianista italiano.

## Biografia
Ha iniziato molto giovane l'attività di concertista, vincendo numerosi concorsi nazionali e internazionali, attività culminata nel 1986 quando, vincendo la terza edizione del concorso pianistico internazionale di Pretoria ottiene una serie di concerti che lo porta ad essere invitato in prestigiose sale concertistiche, fra le quali: Musée du Louvre e Théatre du Chatelet di Parigi, Saint John's Smith Square di Londra, e a seguire in Canada, USA, Sudafrica, Turchia e Israele.
In Italia, dopo il debutto a vent'anni al Teatro San Carlo di Napoli, è stato invitato per alcune tra le maggiori istituzioni concertistiche italiane, tra le quali l'Accademia Filarmonica e la IUC di Roma, la Società del Quartetto e l'Orchestra "Verdi" di Milano, gli Amici della Musica di Perugia e di Palermo, l'Istituzione Sinfonica Abruzzese e la Società Barattelli dell'Aquila, il Teatro Carlo Felice di Genova, il Teatro Lirico di Cagliari.
Ha registrato per emittenti radiotelevisive italiane e straniere e ha pubblicato un CD che lo vede solista con la European Community Chamber Orchestra, per l'etichetta discografica IMP Classics; un altro CD con l'integrale degli studi di Chopin è stato pubblicato dalla rivista SuonareNews nel 2012 (ripubblicato nel 2109 da Aulicus Classics) e proprio partendo dalla realizzazione degli Studi ha realizzato alcuni video didattici sul metodo chopiniano presenti in internet nel canale DidatticaInWeb del Conservatorio Lorenzo Perosi di Campobasso.
È "Steinway Artist" dal 2014. Nel 2017 è stato pubblicato un CD monografico sui brani pianistici di Franco Alfano, compositore napoletano cui è legato da storia familiare, per l'etichetta Naxos; nel 2021 ha completato la registrazione dell'integrale pianistico di Alfano per l'etichetta Aulicus Classics.
Un suo studio storiografico, intitolato I Conservatori di musica durante il fascismo. La riforma del 1930: storia e documenti, è stato pubblicato dalla casa editrice EDT.
Vive a Roma e attualmente, dopo gli istituti di Milano, Avellino, Reggio Emilia, Benevento, Campobasso, Potenza, Salerno, Cosenza, L'Aquila e Perugia, insegna al Conservatorio "San Pietro a Majella" di Napoli.